# Walter Müller (homme politique, 1948)
Walter Müller est une personnalité politique suisse né le 25 avril 1948 à Azmoos commune de Wartau. Il est membre du Parti libéral-radical, il est élu au Conseil national de 2003 à 2019.